# Impatiens tuberosa
Espèce
Impatiens tuberosa est une espèce de plantes à fleurs de la famille des Balsaminaceae et du genre Impatiens, endémique de Madagascar. Elle est parfois cultivée à des fins ornementales.

## Systématique et étymologie
L'espèce est décrite en premier en 1934 par le botaniste français Henri Perrier de La Bâthie, qui la classe dans le genre Impatiens sous le nom binominal Impatiens tuberosa. Le nom générique latin Impatiens signifie « incapable de se contenir », vraisemblablement en référence aux fruits qui s'ouvrent au moindre contact. L'épithète spécifique tuberosa est en référence au caudex.

## Description
C'est une plante à caudex sur lequel subsistent les traces d'implantation des anciennes tiges. Les tiges sont translucides, rougeâtres, cassantes et caduques. Les feuilles sont lancéolées, dentées et vertes, au-dessous rougeâtre. La floraison est diurne en été. Les fleurs sont zygomorphes, rose pâle, avec deux taches jaunes sur le pétale inférieur. Les fruits sont fins et longs, presque cylindriques, de 2 cm sur 2 mm, s'ouvrant brutalement en projetant les graines alentour lorsqu'ils sont mûrs. 

## Habitat et répartition
C'est une espèce endémique de Madagascar. Elle pousse dans les futaies dégradées par des coupes avec quelques grands arbres, dans les zones d'éclaircies avec arbustes et lianes.